# Pestalotia pauciseta
Pestalotia pauciseta är en svampart som beskrevs av Sacc. 1914. Pestalotia pauciseta ingår i släktet Pestalotia och familjen Amphisphaeriaceae.   Inga underarter finns listade i Catalogue of Life.